# Alió
Alió is een gemeente van de comarca Alt Camp in de Spaanse provincie Tarragona in de regio Catalonië. Alió telt 405 inwoners (1 januari 2016) op een oppervlakte van 7 km².